# Neoplocaederus cyanipennis
Neoplocaederus cyanipennis es una especie de escarabajo longicornio del género Neoplocaederus, tribu Cerambycini, subfamilia Cerambycinae. Fue descrita científicamente por Thomson en 1861.

## Descripción
Mide 31-39 milímetros de longitud.

## Distribución
Se distribuye por Costa de Marfil, Gambia, Senegal, Angola, Etiopía, Malí, Níger y República Democrática del Congo.